# Forsåsens orkidékärr
Forsåsens orkidékärr este o arie protejată (arie specială de conservare — SAC, sit de importanță comunitară — SCI) din Suedia întinsă pe o suprafață de 4,2 ha, integral pe uscat.

## Localizare
Centrul sitului Forsåsens orkidékärr este situat la coordonatele 63°40′28″N 14°41′37″E / 63.6745°N 14.6935°E.

## Înființare
Situl Forsåsens orkidékärr a fost declarat sit de importanță comunitară în iulie 2000 pentru a proteja 2 specii de plante și 1 specie de animale. Situl a fost protejat și ca arie specială de conservare în martie 2011.

## Biodiversitate
Situată în ecoregiunea boreală, aria protejată conține 2 habitate naturale: Taiga vestică, Mlaștini alcaline.
La baza desemnării sitului se află mai multe specii protejate:
- plante (2): papucul doamnei (Cypripedium calceolus), Hamatocaulis vernicosus
- nevertebrate (1): Vertigo genesii